# Habitatge a la plaça del Mercat, 3 (Tremp)
L'Habitatge a la plaça del Mercat, 3 és un edifici de Tremp (Pallars Jussà) protegit com a Bé Cultural d'Interès Local.

## Descripció
Es tracta d'un edifici entre mitgeres situat a la Plaça del Mercat. L'edifici consta d'una construcció de sis altures, planta baixa, tres pisos i terrat. Destaca la simetria dels vans, les baranes metàl·liques amb el perfil curvilini, les cartel·les del ràfec amb forma de voluta i la balustrada del terrat. Tota la composició és característica de l'arquitectura tradicional de final del segle xix i principis del XX.